# Traralgon
Traralgon – miasto w Australii, w stanie Wiktoria.